# Connarus erianthus
Connarus erianthus là một loài thực vật có hoa trong họ Connaraceae. Loài này được Benth. ex Baker mô tả khoa học đầu tiên năm 1871.